# Триглав (врх)
Триглав је највиши врх Јулијских Алпа, висок 2.864 m, а уједно и највиши врх Словеније, и највиши врх на просторима некадашње Југославије. Име Триглав се односи на облик планине, као и на бога или групу богова из словенске митологије (види: Триглав).
Триглав важи као симбол Словеније, јер се налази на словеначком грбу и застави. Први успон на Триглав се десио 26. августа 1778, а остварио га је Жига Зоис. С Триглавом је такође тесно повезана легенда о козорогу с именом Златорог. Триглав је средњи део Триглавског националног парка.

## Историја
Први забележени успон на Триглав изведен је 1778. године, на иницијативу индустријалца и полимата Сигмунда Зоиса. Према најчешће цитираном извештају, објављеном у новинама „Illyrisches Blatt” 1821. године, чији је аутор историчар и географ Јохан Рихтер, учесници овог успона били су хирург Lovrenc Willomitzer, ловац на дивокозе Штефан Рожич и рудари Лука Корошец и Матевж Кос. Према извештају Белсазара Хакета (Belsazar Hacquet) у његовој „Oryctographia Carniolica”, први забележни успон изведен је пред крај 1778. године, а њега су извела двојица ловаца на дивокозе, од којих је један Лука Корошец, док име другог није поменуто.
Висину Триглава први је измерио Валентин Станич 23. септембра 1808. Име овог врха први пут се јавља на карти „Ducatus Carniolae Tabula Chorographica” 1744. године. На њој је Триглав забележен као „Mons Terglou”. Прва карта на којој се јавља садашњи назив је „Zemljovid Slovenske dežele in pokrajin” (Карта словенских земаља и покрајина) Петра Кослера, комплетирана од 1848. до 1852. и објављена 1861. године у Бечу.
Током Другог светског рата, Триглав је био симбол словеначког отпора фашистичкој и нацистичкој војсци. Словеначки партизани носили су од 1942. до после 1944. капe које су одражавале облик врха.
Триглав је био највиши врх Социјалистичке Федеративне Републике Југославије, а заједно са реком Вардар на југу био је симбол југословенског „братства и јединства“.